# اچ‌ام‌اس ورونیکا (کی۳۷)
اچ‌ام‌اس ورونیکا (کی۳۷) (به انگلیسی: HMS Veronica (K37)) یک کشتی بود که طول آن ۲۰۵ فوت (۶۲٫۴۸ متر) بود.